# Je t'aime... moi non plus (versión de Donna Summer)
«Je t'aime... moi non plus» (español: «Te amo... yo tampoco») es una versión de la famosa canción escrita y compuesta por Serge Gainsbourg e interpretada a dueto con Jane Birkin. Esta canción influenció la clásica "Love to Love You Baby" de Donna Summer. Tres años después la cantante grabó esta versión con Giorgio Moroder para la banda sonora de la película ¡Por fin es Viernes!.

## Sencillo
- BRA/US 12" promo (1978) Casablanca NBD 20105 DJ[1]

1. «Je t'aime... moi non plus» - 15:50

El sencillo promocional original fue lanzado entre 1977 y 1978 en formato 12". En 1978 fue incluido como "bonus track" de la banda sonora en 12".